# HMS Prince George (1772)
La HMS Prince George era un vascello di seconda classe a tre ponti da 90 cannoni della Royal Navy, appartenente alla classe Barfleur, costruito negli anni settanta del XVIII secolo, e rimasta in servizio fino al 1839.

## Storia
Seconda unità della classe Barfleur, progettata da Sir Thomas Slade, la sua costruzione fu ordinata l'11 giugno 1766, e l'unità venne impostata presso i Chatham Dockyard il 18 maggio 1767, e varata il 31 agosto 1772.
La nave non fu messa subito in armamento, ma venne ancorata sul fiume Medway con un equipaggio ridottissimo fino al dicembre 1776, quando ne venne deciso il completamento per fungere da guardiaporto. Completata il 23 gennaio 1777 ebbe un equipaggio pari alla metà di quello previsto, ed entrò in servizio nella Royal Navy.
Con l'acuirsi della crisi nelle colonie americane, il governo britannico iniziò a mobilitare la flotta per una guerra su vasta scala, e nel febbraio 1778 il Prince George al comando del capitano Jonathan Faulknor fu assegnato alla Channel Fleet come nave ammiraglia del Comandante in Capo, l'ammiraglio Sir Augustus Keppel. In quello stesso momento l'armamento del vascello fu aumentato a 98 cannoni, installandone quattro ad ogni lato del cassero. Arrivata a Portsmouth il 24 marzo, Keppel vi salì a bordo, ma già nel mese di maggio trasferì la sua insegna sul vascello da 100 cannoni Victory portando con sé Faulknor, che fu sostituito dal capitano Sir John Lindsay. Partecipò alla prima battaglia di Ushant (27 luglio 1778) contro la squadra francese dell'ammiraglio conte Louis Guillomet D'Orvilliers.
Verso la fine del 1779 l'unità lasciò la Channel Fleet e divenne la nave di bandiera del contrammiraglio baronetto Sir John Lockhart-Ross, assegnato alla flotta al comando del viceammiraglio Sir George Brydges Rodney. Il 16 gennaio 1780 prese parte alla prima battaglia di Capo San Vincenzo contro la flotta spagnola dell'ammiraglio Juan de Lángara y Huarte, catturando il vascello spagnolo da 74 cannoni San Julián.
Durante il corso della guerra d'indipendenza americana, il Prince George era al comando di James Williams, e prese parte alla battaglia delle Saintes (9-12 aprile). Dopo l'inizio delle guerre rivoluzionarie francesi, il 23 giugno 1795 assistette alla battaglia di Groix contro la squadra navale francese del viceammiraglio Louis Thomas Villaret de Joyeuse, senza partecipare al combattimento.
Il 14 febbraio 1797 prese parte alla seconda battaglia di Capo San Vincenzo come nave di bandiera del contrammiraglio William Parker. Dopo la battaglia la flotta inglese mantenne uno stretto blocco del porto di Cadice, impedendo alla flotta spagnola di prendere ulteriormente parte alla guerra, e il Prince George fu una delle navi impegnate in questo compito per i successivi due anni.
Nel settembre 1799 la nave fu sottoposta a grandi lavori di raddobbo al fine di aumentarne la vita operativa. Rientrò in servizio nella Channel Fleet nel maggio 1800, al comando del capitano Sir James Walker e divenne nave ammiraglia del contrammiraglio Sir Charles Cotton. Rimase assegnata alla Channel Fleet fino al marzo 1802, quando con la firma del trattato di Amiens terminarono le guerre rivoluzionarie francesi. Rientrata a Portsmouth, un anno dopo la Gran Bretagna dichiarò guerra alla Francia, dando inizio alle guerre napoleoniche.
Sottoposta a ulteriori riparazioni, nel novembre 1803 la nave riprese servizio nella Channel Fleet impegnata nel blocco dei porti francesi sul canale della Manica e sull'Oceano Atlantico. Dopo l'esito della battaglia di Trafalgar cadde la necessità di grandi navi di linea, e il Prince George rientrò nuovamente a Portsmouth.
Nel 1807 fu mandata nei Caraibi, al comando del capitano Woodley Losack, in forza alla squadra navale del contrammiraglio Alexander Cochrane, che comprendeva i vascelli Canada, Northumberland, Ramillies e Cerberus. La flotta inglese il 17 aprile dello stesso anno catturò le navi Telemaco, Carvalho e Master.
In seguito alla preoccupazione della Gran Bretagna che la neutrale Danimarca stesse avviando un'alleanza con Napoleone Bonaparte, nel successivo mese di dicembre il Prince George salpò con la squadra navale di Cochrane per occupare le Indie occidentali danesi. La spedizione catturò le isole danesi di Saint Thomas il 22 dicembre e Saint Croix il 25 dicembre, senza incontrare alcuna resistenza.
Rientrata definitivamente in patria, fu trasformata in pontone portuale per la movimentazione di carichi pesanti nell'aprile 1816, ed infine demolita a Portsmouth a partire dal gennaio 1839.

### Annotazioni
1. ↑  Le altre unità erano Barfleur, Formidable e Princess Royal.
2. ↑  Come alberi e cannoni, che venivano movimentati con un grande paranco ancorato all'albero maestro. Al fine di garantirne la stabilità fu incrementata la zavorra sul fondo dello scafo.

### Fonti
1. 1 2  Lavery 2003, p. 179.
2. 1 2  Lyon, Winfield 2004, p. 35.
3. 1 2 3 4 5 6 7 8 9 10 11  Kent History Forum.
4. ↑  Colledge, Warlow 2006, p. 276.
5. ↑  Syrett 2007, p. 240.
6. ↑  Smith 1998, p. 103.
7. ↑  Smith 1998, p. 133.
8. ↑  A quel tempo la Channel Fleet era sotto il comando del viceammiraglio Sir William Cornwallis, che alzava la sua insegna sul vascello da 110 cannoni Ville de Paris.
9. ↑  (EN) The London Gazette (PDF), n. 16236, 11 March 1809.